# Euryzygoma
Euryzygoma (лат.) — род ископаемых двурезцовых сумчатых из подотряда Vombatiformes. Обитали в Австралии в плейстоцене. Длина тела составляла 2,5 метра, внешне напоминали зигоматуруса. Череп был узким, но высоким. Скулы эуризигомы были исключительно широкими. Череп был пористым, имел многочисленные воздушные пространства. Эмаль зубов была морщинистой, как у представителей рода дипротодонов.

## Иллюстрации

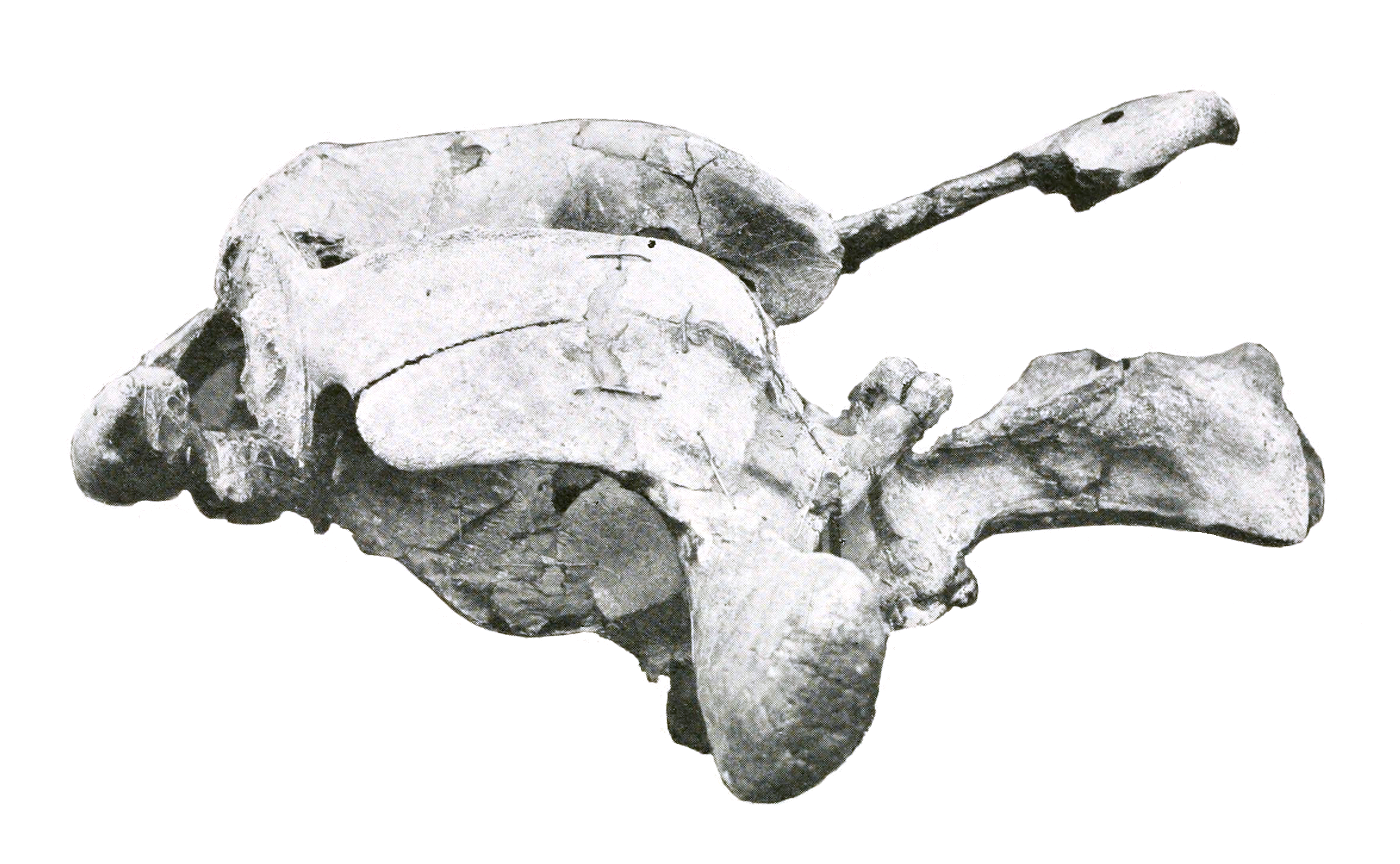
Череп Euryzygoma dunense (вид с боку, без нижней челюсти)